# Sozialpädiatrisches Zentrum
Ein Sozialpädiatrisches Zentrum (SPZ) ist eine ambulante interdisziplinäre medizinische Einrichtung für Kinder und Jugendliche. Die Zentren etablierten sich seit 1968 im gesamten Gebiet von Deutschland.

## Geschichte
1968 wurde in München von Theodor Hellbrügge das erste Zentrum zur Untersuchung, Behandlung und Rehabilitation behinderter und von Behinderung bedrohter Kinder aufgebaut. Ausgangspunkt war die Universitäts-Kinderpoliklinik München. Die ursprünglichen Konzepte beruhten auf Erfahrungen mit dem Deprivationssyndrom, wodurch Kinder erhebliche Beeinträchtigungen in der geistigen und seelischen Entwicklung erlitten hatten. Klinische Psychologie und Heilpädagogik sollten fortan organisatorisch in das 
bis dahin rein medizinische, klinisch orientierte kinderheilkundliche Angebot integriert werden. Die Bezeichnung „sozialpädiatrisch“ wurde für Konzepte und Institutionen der Früherkennung und Frühbehandlung von Behinderung bedrohter Kinder im medizinischen Bereich verwendet und ging schließlich auch in die Sozialgesetzgebung ein: Die SPZ wurden 1989 durch das Gesundheitsreformgesetz (GRG) im § 119 SGB V und ergänzend ab 2003 in § 4 Frühförderungsverordnung auf der Grundlage von § 30 SGB IX verankert.
Inzwischen sind etwa 144 Zentren in Deutschland zugelassen. Zehn SPZ bieten neben der ambulanten auch stationäre sozialpädiatrische Betreuung an.

## Aufgaben
Sozialpädiatrische Zentren (SPZ) bieten Kindern und Jugendlichen mit vermuteten oder bestätigten Beeinträchtigungen der körperlichen, geistigen und seelischen Entwicklung ambulante Untersuchungen und Behandlungen. Die Versorgung erfolgt unter Einbezug des familiären und außerfamiliären Umfeldes der Patienten und beinhaltet auch Beratung und Anleitung.

## Organisation
Die Leitung eines SPZ erfolgt durch spezialisierte Kinder- und Jugendärzte. Diese erbringen ihre Leistungen in multiprofessioneller Zusammenarbeit mit Mitarbeitern der Fachgebiete Psychologie, Physiotherapie, Logopädie, Ergotherapie, Heil- und Sozialpädagogik, unterstützt durch Fachkräfte der Gesundheits- und Kinderkrankenpflege, der medizinisch-technischen Assistenz und des Managements.
Sie arbeiten ergänzend zu den Praxen niedergelassener Ärzte und Therapeuten und den Frühförderstellen.

## Behandlungsvoraussetzungen
Ein SPZ bedarf als institutionelle Sonderform interdisziplinärer ambulanter Krankenbehandlung im Bereich von § 119 SGB V einer Zulassung  durch einen speziellen Ausschuss, der von den Krankenkassen und den Kassenärztlichen Vereinigungen besetzt ist.
Die Rahmenbedingungen für die Arbeit von Sozialpädiatrischen Zentren wurden durch die Bundesarbeitsgemeinschaft Sozialpädiatrischer Zentren (BAG SPZ) formuliert und sind im sogenannten „Altöttinger Papier“ beschrieben (aktuelle Version: Altöttinger Papier, Fassung 3.0 – 2016).
Die Behandlung in einem SPZ muss von einem niedergelassenen Arzt verordnet werden. Die Inanspruchnahme von Leistungen für Versicherte der Gesetzlichen Krankenversicherung (GKV) ist kostenlos.